# Lista volumelor publicate în Colecția Suspans
Această este o listă a volumelor publicate în Colecția Suspans de către editura Nemira în genurile thriller, suspans, mister, polițist. 
Din 15 octombrie 2018 editura a început să publice cărți science-fiction, fantasy, mister, thriller și horror sub o nouă denumire, Armada.

## Lista volumelor
| Autor(i)                  | Titlu                                                | Titlu original              | Traducător(i)            | Data apariției | Note / Ref.            |
| ------------------------- | ---------------------------------------------------- | --------------------------- | ------------------------ | -------------- | ---------------------- |
|                           |                                                      |                             |                          |                |                        |
| Andreu Martín             | Barcelona Connection                                 | Aprende y calla             | Mihai Gruia-Novac        | 2007           | ISBN 978-973-143-035-5 |
|                           |                                                      |                             |                          |                |                        |
| Stephen King              | Povestea lui Lisey                                   | Lisey's Story               | Mircea Pricăjan          | 2007           | ISBN 9789735699789     |
|                           |                                                      |                             |                          |                |                        |
| Alain Bauer, Roger Dachez | Misterele din Channel Row                            | Les mystères de Channel Row | Diana Morărașu           | 2008           | ISBN 978-973-143-232-8 |
|                           |                                                      |                             |                          |                |                        |
| Ted Dekker                | Negru. Matca răului (Trilogia cercului, vol. 1)      | Black: The Birth of Evil    | Gabriel Stoian           | 2009           | ISBN 978-606-8073-42-2 |
| Ted Dekker                | Roșu. Imposibila salvare (Trilogia cercului, vol. 2) | Red: The Heroic Rescue      | Gabriel Stoian           | 2009           | ISBN 978-606-8073-85-9 |
| Ted Dekker                | Alb. Fantastica urmărire (Trilogia cercului, vol. 3) | White: The Great Pursuit    | Gabriel Stoian           | 2009           | ISBN 978-606-8134-05-5 |
| Guillaume Prévost         | 7 crime la Roma                                      | Les Sept Crimes de Rome     | Mihaela Stan             | 2009           | ISBN 978-606-8073-37-8 |
| Andrea Camilleri          | Hoțul de merinde                                     | Il ladro di merendine       | Emanuel Botezatul        | 2009           | ISBN 978-606-92092-1-9 |
| Raymond Chandler          | Nu-i ușor sa spui adio (Philip Marlowe Mystery)      | The Long Goodbye            | Cornelia Bucur           | 2010           | ISBN 978-606-579-112-1 |
| Enrique Moriel            | Orașul din afara timpului                            | La ciudad sin tiempo        | Mioara Adelina Angheluță | 2011           | ISBN 978-606-579-125-1 |
| Arthur Hailey             | Detectivul                                           | Detective                   | Silviu Genescu           | 2011           | ISBN 978-606-579-201-2 |
| Iain Pears                | Mâna lui Giotto (Misterele italiene, vol. 1)         | Giotto's Hand               | Irina Negrea             | 2011           | ISBN 978-606-579-269-2 |
| Iain Pears                | Misterul Tiziano (Misterele italiene, vol. 2)        | The Titian Committee        | Adriana Bădescu          | 2011           | ISBN 978-973-143-294-6 |
|                           |                                                      |                             |                          | 2011           |                        |
| Rodica Ojog-Brașoveanu    | Spionaj la mănăstire                                 | -                           | -                        | 2013           | ISBN 978-606-579-494-8 |
| Sven Hassel               | Drum sângeros către moarte                           | Glemt af Gud                | Claudiu Florian          | 2014           | ISBN 978-606-579-771-0 |
| Peter James               | Pantofarul și moartea                                | Dead Man's Footsteps        | Mihnea Columbeanu        | 2014           | ISBN 978-606-579-877-9 |
| Rodica Ojog-Brașoveanu    | Crimă prin mica publicitate                          | -                           | -                        | 2015           | ISBN 978-606-758-182-9 |
| Stephen King              | Mr. Mercedes                                         | Mr. Mercedes                | Ruxandra Toma            | 2015           | ISBN 978-606-758-179-9 |
|                           |                                                      |                             |                          |                |                        |
|                           |                                                      |                             |                          |                |                        |
| Stephen King              | Jocul lui Gerald                                     | Gerald's Game               | Ruxandra Toma            | 2017           | ISBN 978-606-43-0101-7 |
|                           |                                                      |                             |                          |                |                        |